# Rima Krieger
La Rima Krieger è una struttura geologica della superficie della Luna.